# کامیل فان د کاستله
کامیل فان د کاستله (انگلیسی: Camille Van De Casteele; ۲۷ ژوئن ۱۹۰۲ – ۱۲ فوریهٔ ۱۹۶۱) دوچرخه‌سوار اهل بلژیک بود.